# تاریخ تفلیس

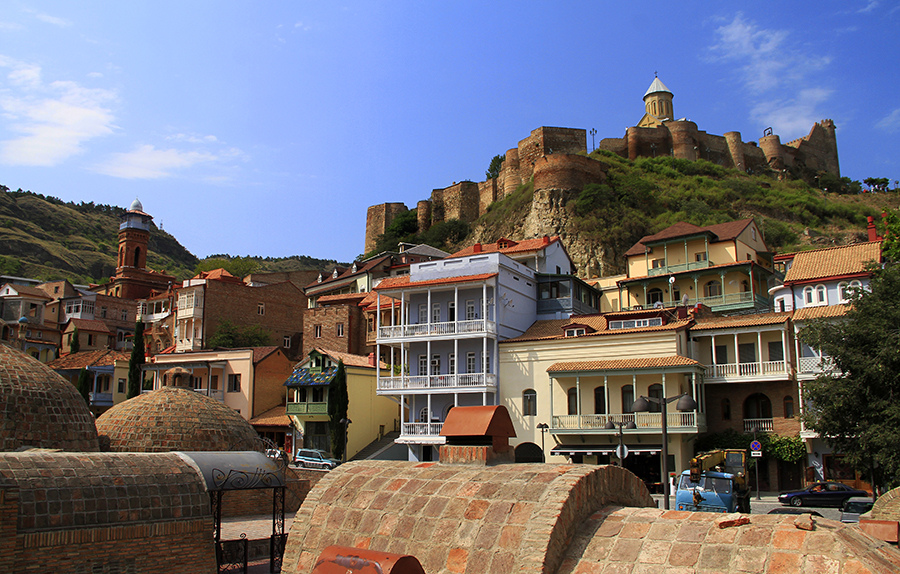
قلعهٔ ناریکالا، نمادی از تاریخ تفلیس، حمام‌های آب گرم تفلیس، و تنها مسجد دو محرابهٔ جهان که شیعه و سنی در آن با هم نماز می‌خوانند در بافت تاریخی تفلیس

تفلیس (به گرجی: თბილისი) (تلفظ: tbilisi) پایتخت و بزرگ‌ترین شهر گرجستان است.
این شهر در دو طرف رود متکواری قرار داشته و جمعیتی حدود ۱٫۵ میلیون در آن زندگی می‌کنند. تفلیس در قرن پنجم میلادی و توسط واختانگ یکم پادشاه گرجستان باستان یا همان ایبریا بنیان‌گذاری شده و به سبب چشمه‌های آب گرم آن، «تْبیلیسی» (مشتق از واژهٔ «تْبیلی» به معنای گرم؛ منسوب به چشمه‌های آب گرم تفلیس) نام گرفته‌است.
تفلیس در جنوب شرق اروپا قرار گرفته‌است، موقعیت مکانی تفلیس یعنی قرارگیری در مسیر شرق و غرب، این شهر را نقطهٔ اتصال امپراتوریی‌های رقیب گوناگون قرار می‌داده‌است و امروزه موقعیت آن را به عنوان یک مسیر مهم برای انرژی جهان و پروژه‌های بازرگانی تضمین می‌کند.
تاریخ پرفراز و نشیب تفلیس را می‌توان از معماری آن درک کرد که ترکیبی از معماری قرون وسطی، معماری نئوکلاسیک و معماری استالینیستی است.
تفلیس در طول تاریخ سکونتگاه مردم مختلفی با نژاد، فرهنگ و مذاهب مختلف بوده‌است ولی امروزه از نظر مذهبی در شمار شهرهای مسیحی ارتدوکس شرقی به حساب می‌آید.
تفلیس تا کنون پایتخت موارد زیر بوده‌است:
1. پادشاهی ایبریا (مستقل)
2. پادشاهی گرجستان (مستقل)
3. پادشاهی کارتْلی (مستقل)
4. پادشاهی کارتْل-کاخِتی (مستقل، بعضاً وابسته به امپراتوری صفویان)
5. ایالت قفقاز امپراتوری روسیه ۱۸۴۴ تا ۱۸۸۱ (امپراتوری روسیه)
6. جمهوری دموکراتیک ماورای قفقاز ۱۹۱۸ (امپراتوری روسیه)
7. جمهوری دموکراتیک گرجستان ۱۹۱۸ تا ۱۹۲۱ (مستقل)
8. جمهوری سوسیالیستی گرجستان شوروی ۱۹۲۱ تا ۱۹۷۱ (اتحاد جماهیر شوروی)
9. جمهوری سوسیالیستی ماورای قفقاز شوروی ۱۹۲۲ تا ۱۹۳۶ (اتحاد جماهیر شوروی)
10. گرجستان ۱۹۹۱ به بعد (مستقل)

در طول قرن‌های ۴ تا ۶ میلادی مردم گرجستان برای حفظ استقلال خود از امپراتوری‌های ایران و روم با آن‌ها جنگیدند. مردم غرب گرجستان حملات رومی‌ها و مردم شرق گرجستان حملات ایرانی‌ها را دفع کردند، در اواسط قرن ۵ واختانگ گرگ سر پادشاه گرجستان بود. او پایتخت را از متسختا به تفلیس انتقال داد و رهبری مبارزه علیه ایرانی‌ها را بر عهده گرفت و در نهایت در سال ۵۷۲ میلادی گرجی‌ها نیروهای خود را تقویت کرده و ایرانیان را از گرجستان اخراج کردند.
با ظهور اسلام در میانهٔ قرن هفتم میلادی و شروع جهانگشایی اعراب به بهانهٔ گسترش اسلام، گرجستان نیز از حملات اعراب در امان نماند، اعراب با حضور دراز مدت خود، خسارات و لطمات فراوانی به گرجستان وارد ساختند. با کاسته شدن از نفوذ خلفای عباسی در قفقاز و ظهور ترکان سلجوقی وضعیت گرجستان به سبب تجاوز ترکان و فتوحات بزرگ آن‌ها وخیم شد. ترکان سلجوقی اراضی گرجستان را به مرتع تبدیل می‌کردند و بدین ترتیب پایهٔ اقتصاد فئودالی را متزلزل ساختند. مبارزهٔ بی‌امان گرجی‌ها در نهایت منتج به محدود کردن فضای تأثیر اعراب شد که فقط در تفلیس جریان داشت. حکومت اعراب بر تفلیس با شکست آنها در جنگ دیدگوری در سال ۱۰۲۲ میلادی پایان یافت.

## تفلیس در سفرنامه‌ها
شاردن در وصف تفلیس چنین می‌نویسد:
«شهر تفلیس جمعیت زیاد دارد، سکنهٔ این شهر از اقوام و ملل مختلف ترکیب یافته چنان‌که می‌توان گفت در هیچ نقطهٔ دنیا اختلاط جمعیت بدین سان نیست. بازرگانی این شهر رونق بسیار دارد، دربارش مجلل و با شکوه است و از نظر کثرت درباریان و عظمت بنا و دیگر شرایط و لوازم همطراز دربار پادشاهان می‌باشد… برخی از عالمان جغرافیا نام این شهر را تبیلی کالاکی گذاشته‌اند که به معنی شهر گرم است از این سبب که این شهر دارای چشمه‌های آب گرم و معدنی زیاد می‌باشد یا به این جهت که برخلاف بیشتر شهرهای دیگر گرجستان هوایش سرد نیست.»
ابن حوقل تفلیس را چنین وصف نموده‌است:
«تفلیس… شهری است فراخ نعمت و استوار و پر برکت و ارزان کالاست و نسبت به سایر بلاد مشابه از این حیث برتری دارد… مردم آنجا سالم و مهمان نوازند و به کسی که اندکی فهم یا بهره‌ای از ادب داشته باشد علاقه مندند…»
مؤلف حدودالعالم در وصف تفلیس چنین می‌نویسد: «تفلیس شهری است بزرگ و خرّم و استوار وآبادان و با نعمت بسیار…»
مؤلف تاریخ قم چنین می‌نویسد: «... حق جل و علا از جمیع شهرها کوفه و قم و تفلیس را برگزیده است.»
صافی خلخالی قصیده‌ای در وصف تفلیس سروده که چند بیت از آن چنین است:
| چه تفلیس است، این رشک بهشت است |  | به پیشش گلشن فردوس، زشت است |
| چه شهری، ماه هفت اقلیم عشرت    |  | فرنگی خویی و مصری صباحت     |
| هوایش چون مسیحا روح پرور       |  | فضایش دلگشا چون چرخ اخضر    |